# نهر أمابا
نهر أمابا (بالبرتغالية: Rio Amapá)، وهو نهر من ولاية أمازوناس في البرازيل، وأحد روافد نهر ماتوبيري.